# Clostridium butyricum
Clostridium butyricum (Prazmowski 1880) és un bacteri en forma de bacil dret o lleugerament corbat, és gram positiu, amb una endòspora subterminal. És un anaeròbic extricte. Produeix àcid butíric. Aconsegueix l'energia que necessita via la fermentació utilitzant granulosa com a substrat.
Es troba per tot arreu, en el sòl, els vegetals, els sediments marins, l'aigua dolça, el formatge, les matèries fecals i l'intestí dels humans i els altres animals.
Es considera no patogen.

## Font
- "L'arbre, Une vie." de David Suzuki et Wayne Grady.